# Estação Fluvial da Lagoa
A Estação Fluvial da Lagoa (SAO) é uma estação de trem de carga classe I localizada em Tanjung Priok, Tanjung Priok, Norte de Jacarta . A estação, localizada a +4 m de altura, está incluída na Área Operacional I de Jacarta e é uma das três estações ferroviárias mais ao norte de DKI Jacarta .
Esta estação, juntamente com a Estação Pasoso e o Complexo de Carga e Descarga do Terminal Internacional de Contêineres de Jacarta (JICT), é o ponto final para carga e descarga de trens de transporte de contêineres que atendem Tanjung Priuk – Gedebage e Tanjung Priuk – Kalimas, pp A linha foi estendido ao JICT ( Terminal Internacional de Contêineres de Jacarta ) desde o início de 2016.
Os ensaios da linha férrea até ao Rio Lagoa têm sido realizados pela PT Kalog para apoiar as operações de transporte de contentores desde 31 de maio de 2016.
A oeste desta estação existia uma continuação do percurso até ao posto de bloqueio de Sungai Tirem hoje desactivado, agora localizado na zona entre Ancol e Tanjung Priuk . A linha foi desmontada.
O nome desta estação vem do português que significa lago ou pântano.
No início da década de 1990, o Departamento de Transportes planejou construir uma rede ferroviária do anel externo de Jacarta conectando a Estação Sungai Lagoa com a Estação Cikarang e a Estação Parung Panjang . Um dos objetivos é minimizar os trens de carga que atravessam as áreas urbanas de Jacarta. No início, o plano correu muito bem com a conclusão do segmento Citayam a Nambo da rede ferroviária, mas a crise financeira asiática de 1997 fez com que este plano fosse interrompido a meio caminho.

## Serviço de trem
| Nome do trem              | Relações de viagem        | Relações de viagem                      | Informação |                           |
| Cruzando ao norte de Java | Cruzando ao norte de Java | Cruzando ao norte de Java               | Cruzando ao norte de Java | Cruzando ao norte de Java |
| ------------------------- | ------------------------- | --------------------------------------- | --- | ------------------------- |
| Transporte de contêineres | Tanjung Priuk             | Kalimas                                 | As atividades de carga e descarga no Terminal de Contêineres de Surabaya e Sungai Lagoa e manobras são realizadas no sentido Pasoso .      |                           |
| Transporte de contêineres | Tanjung Priuk             | Terminal de contêineres Semarang Tawang | As atividades de carga e descarga nos Terminais de Contentores do Rio Semarang e Lagoa e as manobras são realizadas no sentido de Pasoso . |                           |